# Monastère de Gračanica
Pour les articles homonymes, voir Gračanica.
Le monastère de Gračanica (en serbe cyrillique : Манастир Грачаница ; en serbe latin : Manastir Gračanica) est un monastère orthodoxe serbe. Il a été fondé par le roi de Serbie Stefan Milutin en 1321. 
Le 13 juillet 2006, il a été inscrit sur la liste du patrimoine mondial de l’UNESCO lors d'une extension du site protégé du monastère de Visoki Dečani. Avec Dečani, il a été placé sur la liste du patrimoine mondial en péril. Il figure également sur la liste des monuments d'importance exceptionnelle de la république de Serbie. 
Toutefois, il est menacé par les ultra-nationalistes albanais kosovars. Depuis juin 1999, près de 150 lieux de culte chrétiens ont été pillés, incendiés, profanés ou vandalisés par les extrémistes albanais, pour effacer toute présence serbe dans la province.

## Description
Le monastère de Gračanica est l'une des dernières fondations monumentales du roi Milutin. Il est situé sur le territoire de la ville de Gračanica, à 5 km de Pristina, pas très loin de Lipljan, l'ancienne ville romaine d'Ulpiana.
Bâtisse en forme de carré respectant les dispositions des églises orthodoxes, le monastère est fait de murs à l'architecture ondulée, d'une couleur orange-rosée qui rappelle moult autres églises orthodoxes. Les murs intérieurs sont intégralement recouverts de fresques de scènes de la Bible et d'icônes orthodoxes. Nombre de parcelles de la décoration murale n'ont cela dit pas résisté au temps, à la lumière et à l'air, et sont aujourd'hui plus ou moins effacées.

## Histoire

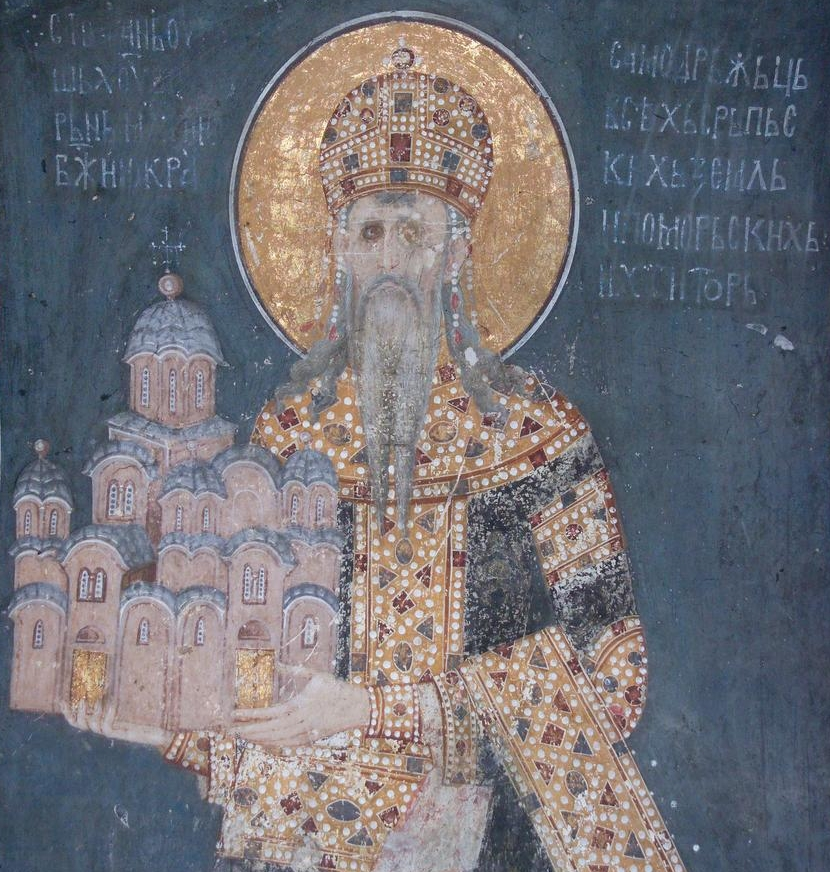
Stefan Milutin, fresque de Gračanica

L'église du monastère de Gračanica a été construite en 1321 sur les ruines d'une ancienne église consacrée à la Sainte Mère de Dieu, elle-même construite sur les ruines d'une basilique chrétienne à trois nefs édifiée au VIe siècle. Sur le mur méridional de l'actuel édifice, on peut lire la charte fondatrice de l'église écrite par le roi : « J'ai vu les ruines et la décadence de l'église de la Vierge Marie à Gračanica, dans l'évêché de Lipljan ; aussi l'ai-je reconstruite de fond en comble et peinte et décorée, aussi bien à l'intérieur qu'à l'extérieur ».
De l'ensemble monastique de cette époque, seule l'église a survécu. Le narthex et la tour furent ajoutés quelques décennies plus tard, dans le but de protéger les fresques de la façade occidentale. Le narthex a été endommagé plusieurs fois par les Ottomans, entre 1379 et 1383. La tour fut incendiée et les flammes détruisirent alors une importante collection de manuscrits ainsi que d'autres objets précieux. Le narthex fut reconstruit en 1383. Gračanica connut de nouveaux dommages à la suite de la bataille de Kosovo Polje (1389).
Pendant la période ottomane, Gračanica devint un important centre culturel. Sous le métropolite Nikanor (1528-1555), le maître-autel fut orné de plusieurs icônes. Les portes royales du monastère furent commandées en 1564 par le métropolite Dionisije. La mort du prélat est représentée sur une fresque du narthex. Une grande campagne de restauration eut lieu grâce aux efforts du patriarche Makarije Sokolović. Les ouvertures extérieures du narthex furent comblées et de nouvelles fresques furent peintes en 1570. Le patriarche Pajsije fit couvrir de plomb le toit de l'église et, en 1620, un grand Crucifix fut réalisé pour l'iconostase de l'église. 
Au XVIIe siècle, le monastère eut à subir de nouveaux dommages, notamment au cours de la deuxième guerre austro-turque, à laquelle prirent part de nombreux Serbes en rébellion contre les Ottomans. Les Turcs arrachèrent la croix de plomb ainsi que les dalles vernissées qui ornaient le sol de l'église, et s'emparèrent du trésor caché dans l'église par le patriarche Arsenije III Čarnojević. Ce fut l'époque de la grande migration qui vida la région de ses populations serbes.
Après la Seconde Guerre mondiale, le monastère fut rétabli par des religieuses. Aujourd'hui, il est occupé par une vingtaine de sœurs, qui pratiquent notamment la peinture d'icônes et l'agriculture.
Après les bombardements de l'OTAN en 1999, l'évêque de Raška et de Prizren, Artemije, transféra le siège de son épiscopat de Prizren à Gračanica. De ce fait, le monastère est devenu l'un des centres spirituels les plus importants de l'Église orthodoxe serbe au Kosovo.

## Architecture
Le monastère de Gračanica est représentatif de l'influence de l'architecture byzantine sur les édifices religieux serbes du Moyen Âge. L'église se présente sous la forme d'une double croix, l'une étant inscrite dans l'autre, la première s'élevant dans le sens vertical. L'église a été construite dans un appareillage alterné de brique et de pierre. À la fin du XIXe siècle, un exonarthex a été ajouté, décoré d'une double arcade, murée au XVIe siècle.

## Art

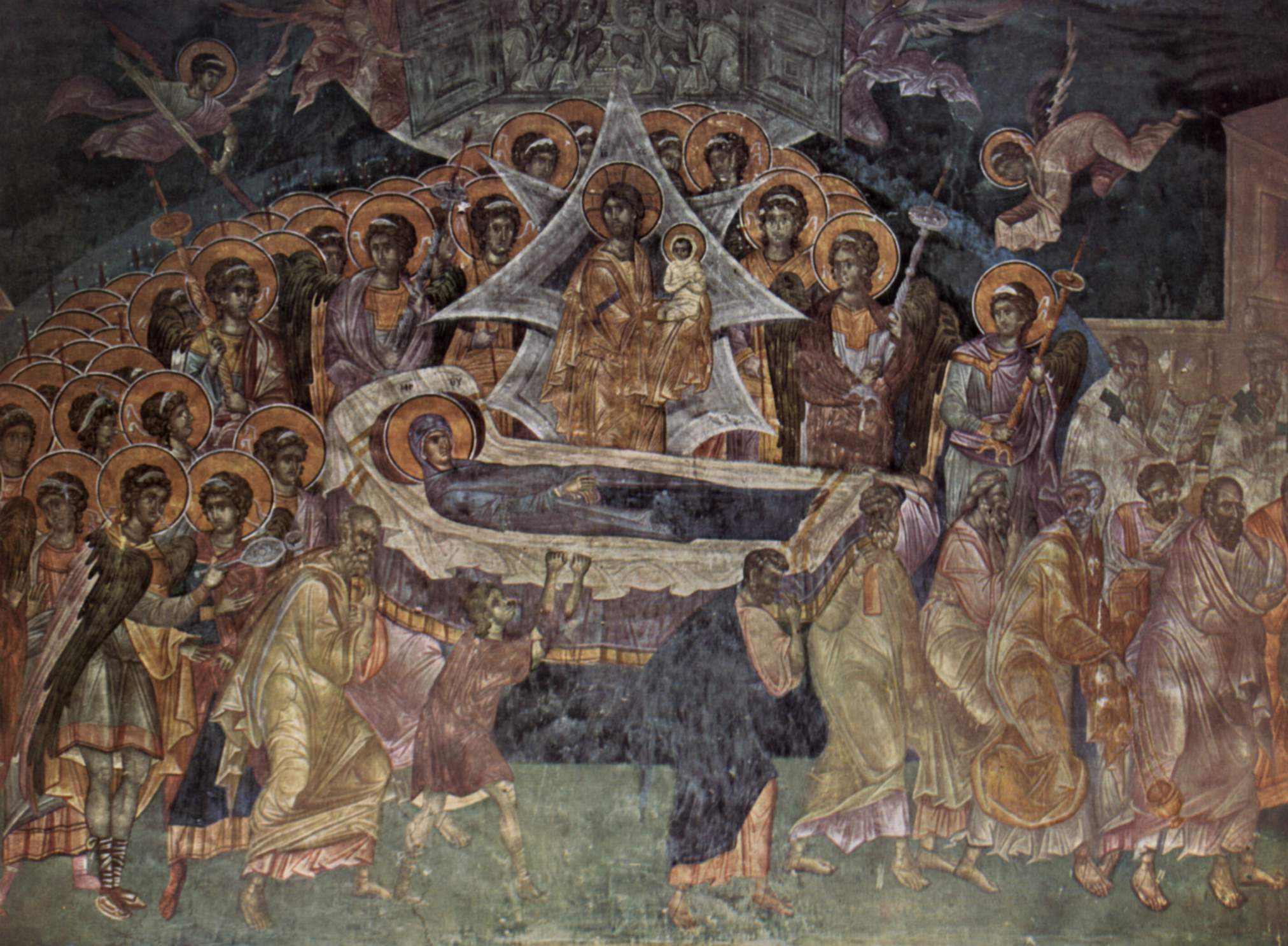
La Dormition de la Mère de Dieu, fresque de Gračanica

Les fresques les plus importantes de l'église du monastère de Gračanica ont été peintes en 1321 et 1322.
Dans la nef, elles représentent des scènes de la vie de Jésus ainsi que des événements majeurs de l'année liturgique, la Passion du Christ, ainsi que ses miracles. Le narthex est décoré de portraits représentant les fondateurs du monastères : Stefan Milutin et la reine Simonida, la reine Hélène d'Anjou (la mère du roi), représentée dans son habit religieux, et le roi Milutin, représenté en moine. On y trouve aussi une fresque représentant la dynastie des Nemanjić, premier exemplaire d'un motif appelé à une importante postérité : la généalogie commence avec Stefan Nemanja et s'achève avec Milutin. Le narthex abrite aussi une illustration du Jugement dernier.
L'exonarhex comprend un ensemble de fresques datées de 1570, commandées par le patriarche Makarije Sokolović.